# Taxeotis endela
Taxeotis endela là một loài bướm đêm trong họ Geometridae.